# Shamit Kachru
Shamit Kachru (* 13. Juli 1970 in Champaign) ist ein US-amerikanischer Physiker, der sich mit Elementarteilchenphysik, Quantenfeldtheorie (auch in der theoretischen Festkörperphysik) und Stringtheorie beschäftigt.

## Leben
Kachru ist der Sohn des Professors an der University of Illinois at Urbana-Champaign Braj Kachru und hat indische (Kashmiri) Ursprünge. Er studierte Physik an der Harvard University (Bachelor 1990), wo er 1994 bis 1996 Junior Fellow war, und wurde 1994 bei Edward Witten an der Princeton University promoviert. Als Post-Doktorand war er an der Rutgers University, 1999 am Institute for Advanced Study und ab 1997Assistant Professor an der University of California, Berkeley. Ab 1999 war er zunächst Associate Professor und dann Professor an der Stanford University am SLAC. 2009/2010 war er am Kavli-Institut (KITP) der University of California, Santa Barbara.
Er beschäftigte sich unter anderem mit Dualitäten in der Stringtheorie (mit Cumrun Vafa), Erweiterungen der AdS/CFT Korrespondenz (mit Eva Silverstein), Kompaktifizierung in der Stringtheorie und Modellen des Supersymmetriebruchs. Mit Renata Kallosh, Andrei Linde und Sandip Trivedi entwarf er das KKLT Szenario, das unter anderem erste Ansätze zur Erklärung der Inflation (Kosmologie) und einer positiven kosmologischen Konstante in der Stringtheorie ermöglichte.
Er war Sloan Research Fellow (1998) und Packard Fellow und erhielt den Outstanding Young Investigator Award des Department of Energy (1997) sowie den Bergmann Memorial Award (1999). 2022 wurde Kachru in die American Academy of Arts and Sciences gewählt.
Er ist mit der Stringtheoretikerin Eva Silverstein verheiratet, mit der er auch viel zusammenarbeitet.

## Schriften
- Lectures on warped compactifications and stringy brane constructions. TASI, 1999, arxiv:hep-th/0009247